# كارمن مونتون
كارمن مونتون (من مواليد 9 مارس 1976) هي سياسية إسبانية تعمل حاليا كسفير مراقب دائم في إسبانيا إلى منظمة الدول الأمريكية.
عملت عضو في حزب العمال الاشتراكيين الإسبانيين، شغلت منصب وزير الصحة وشؤون المستهلك والرفاهية الاجتماعية بموجب بيدرو سانشيز ورئيس قسم الصحة العالمية للصحة والصحة العامة لحكومة البلنسية.